# San Pedro el Alto
San Pedro el Alto là một đô thị thuộc bang Oaxaca, México. Năm 2005, dân số của đô thị này là 3949 người.